# Crocidura andamanensis
Crocidura andamanensis är en däggdjursart som beskrevs av Miller 1902. Crocidura andamanensis ingår i släktet Crocidura, och familjen näbbmöss. IUCN kategoriserar arten globalt som akut hotad. Inga underarter finns listade i Catalogue of Life.
Denna näbbmus förekommer endemisk på Andamanöarna. Habitatet utgörs av städsegröna skogar där arten vistas i lövansamlingar. Individerna är aktiva på natten.